# Kim Il-ong
Kim Il-ong (* 25. července 1971) je bývalý severokorejský zápasník, volnostylař. Dvojnásobný olympijský vítěz z her v Barceloně 1992 a Atlantě 1996, stříbrný z mistrovství světa 1991 a trojnásobný mistr Asie z let 1992, 1993 a 1996. V roce 1991 vybojoval také titul juniorského mistra světa.